# بايرون بالاسيوس
بايرون بالاسيوس هو لاعب كرة قدم إكوادوري في مركز الهجوم، ولد في 1995. لعب مع نادي ديبورتيفو إل ناسيونال.